# Eduard Lasker
Eduard Lasker (registrado como Jizchak Lasker, 14 de octubre de 1829, Jarocin, provincia de Posen, Prusia - 5 de enero de 1884, Nueva York) fue un político y jurista alemán de origen judío. Inspirado por la Revolución Francesa, se convirtió en portavoz del liberalismo y en el líder del ala izquierda del Partido Nacional Liberal, que representaba a los profesionales e intelectuales de clase media. Promovió la unificación de Alemania durante la década de 1860 y desempeñó un papel importante en la codificación del código legal alemán. Al principio, Lasker se comprometió con el canciller Otto von Bismarck, quien luego se opuso enérgicamente a Lasker con respecto a la libertad de prensa. En 1881, Lasker dejó el Partido Nacional Liberal y ayudó a formar el nuevo Partido Alemán de Libre Pensamiento.

## Biografía

### Primeros años
Nació como Jizchak Lasker en Jarotschin, una aldea en Posen, hijo del comerciante asquenazí Daniel Lasker y su esposa Rebecca. Disfrutó de su primera educación escolar a través de tutores privados y en un gymnasium sobre el Talmud en Ostrowo. A los 13 años asistió a la escuela secundaria en Breslau desde 1842. En la escuela secundaria cambió su nombre de pila a Eduard. Después de graduarse de la escuela secundaria en 1847, comenzó a estudiar filosofía y matemática en la Universidad de Breslau en el mismo año.

### Revolución de 1848-1849
En 1848, después del estallido de la revolución, fue a Viena y entró en la legión de estudiantes que desempeñó un papel destacado en los disturbios; Luchó contra las tropas imperiales durante el asedio de la ciudad en octubre. Luego continuó sus estudios jurídicos en Breslau y Berlín, y después de una visita de tres años a Inglaterra, entonces el estado modelo para los liberales alemanes, ingresó al servicio judicial prusiano.

### Partido Nacional Liberal

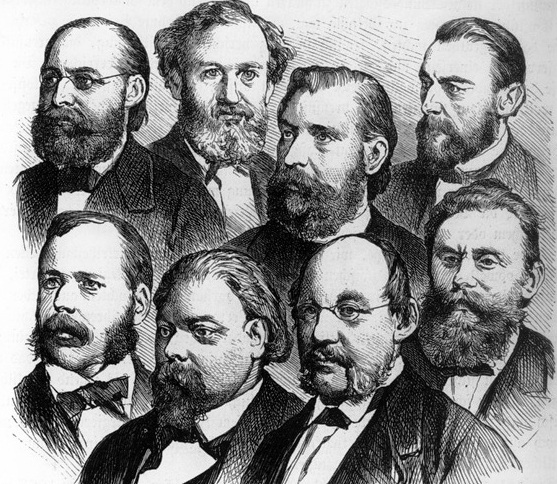
Eduard Lasker (fila superior, segundo desde la izquierda) entre otras figuras de liderazgo del Partido Nacional Liberal.

En 1870 dejó el servicio del gobierno, y en 1873 fue nombrado para un puesto administrativo al servicio de la ciudad de Berlín. Algunos artículos que escribió desde 1861 hasta 1864 lo llevaron a la atención del mundo político, que luego se publicaron bajo el título Zur Verfassungsgeschichte Preussens (Leipzig, 1874), y en 1865 fue elegido miembro de la Cámara de Representantes de Prusia. Se unió al radical Partido Progresista Alemán, y en 1867 también fue elegido al parlamento alemán, pero ayudó a formar el Partido Nacional Liberal, y en consecuencia perdió su escaño en Berlín, que permaneció fiel a los radicales; después de esto representó a Magdeburgo y Frankfurt en el prusiano, y a Meiningen en el parlamento alemán. Se lanzó con gran energía a sus deberes parlamentarios, y rápidamente se convirtió en uno de sus miembros más populares e influyentes. Un optimista e idealista, se unió a una ferviente creencia en la libertad, un entusiasmo igual por la unidad alemana y la idea del estado alemán. Su moción de que Baden debería ser incluido en la Confederación Alemana del Norte en enero de 1870 causó mucha vergüenza a Otto von Bismarck, pero no dejó de tener efecto en acelerar la crisis de 1870.

### Reforma judicial
Sin embargo, su gran trabajo fue la participación que tomó en la reforma judicial durante los diez años de 1867 a 1877. La codificación de la ley durante este período es más atribuible a él que a cualquier otro individuo. Aunque una y otra vez pudo obligar al gobierno a retirar o modificar propuestas que parecían peligrosas para la libertad, se opuso a aquellos liberales que, incapaces de obtener todas las concesiones que pedían, se negaron a votar por las nuevas leyes en su conjunto.

### Rotura con su partido
Un discurso pronunciado por Lasker el 7 de febrero de 1873, en el que atacó a la dirección del ferrocarril de Pomerania, causó una gran sensación, y su exposición a la mala gestión financiera provocó la caída de Hermann Wagener, uno de los asistentes más confiables de Bismarck. Sin embargo, por esta acción causó cierta vergüenza a su partido. Esto generalmente se considera como el comienzo de la reacción contra el liberalismo económico por el cual él y su partido serían privados de su influencia. Se negó a seguir a Bismarck en su política financiera y económica después de 1878; siempre antipático con el canciller, ahora fue seleccionado por sus ataques más amargos.

### Últimos años
Entre los radicales y socialistas por un lado y el gobierno por el otro, como muchos de sus amigos, no pudo mantenerse. En 1879 perdió su escaño en el parlamento prusiano; se unió a la Secesión, pero estaba incómodo en su nuevo puesto. Quebrado en salud y espíritu por las incesantes labores de la época en que hizo la mitad del trabajo del Reichstag, fue en 1883 a hacer una gira por Estados Unidos y murió repentinamente en la ciudad de Nueva York en enero de 1884. Carl Schurz habló en Su funeral en Nueva York.

### Muerte

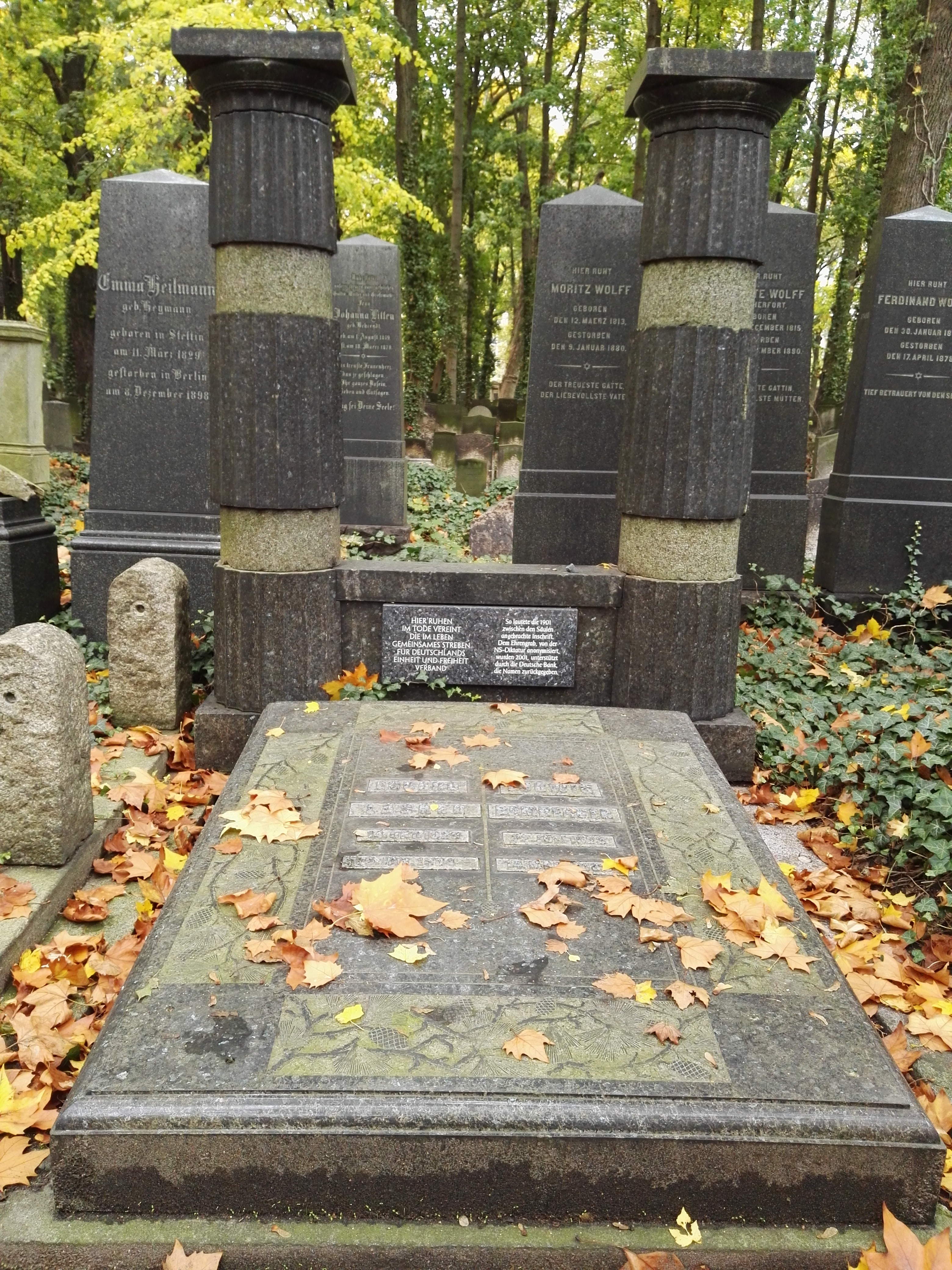
Tumba de Eduard Lakser.

La muerte de Lasker fue la ocasión de un curioso episodio, que causó mucha discusión en ese momento. La Cámara de Representantes de los Estados Unidos adoptó una moción de arrepentimiento y le agregó estas palabras: 

Que su pérdida no es solo para ser llorada por la gente de su tierra natal, donde su exposición firme y constante y su devoción a las ideas libres y liberales han avanzado materialmente las condiciones sociales, políticas y económicas de estas personas, sino por los amantes de la libertad en todo el mundo.

Esta moción fue enviada a través del ministro estadounidense en Berlín a la oficina de Asuntos Exteriores de Alemania, con una solicitud de que pudiera ser comunicada al presidente del Reichstag. Fue para pedirle a Bismarck que comunicara oficialmente una resolución en la que un parlamento extranjero expresara una opinión en los asuntos alemanes exactamente opuesta a la que siempre había seguido el emperador por consejo. Por lo tanto, Bismarck se negó a comunicar la resolución y la devolvió a través del ministro alemán en Washington. Además, Bismarck prohibió a los funcionarios públicos y funcionarios públicos que asistieran al funeral de Lasker.

## Obra
- Zur Geschichte der parlamentarischen Entwickelung Preussens (Leipzig, 1873)
- Die Zukunft des Deutschen Reichs (Leipzig, 1877)
- Wege und Ziele der Kulturentwicklung (Leipzig, 1881)
- Fünfzehn Jahre parlamentarischer Geschichte 1866-1880 apareció editado por W. Cahn (Berlín, 1902).

### En inglés
- Harris, James F. "Eduard Lasker and Compromise Liberalism." Journal of Modern History (1970): 342-360. in JSTOR
- Harris, James F. A study in the theory and practice of German liberalism: Eduard Lasker, 1829-1884 (University Press of America, 1984)
- Krieger, Leonard. 'The German idea of freedom: History of a political tradition from the Reformation to 1871 (1957). pp 438-63
- Mork, Gordon R. "Bismarck and the" Capitulation" of German Liberalism." Journal of Modern History (1971): 59-75. in JSTOR
- Sheehan, James J.: German Liberalism in the Nineteenth Century. (1978)

### En alemán
- Rosemarie Schuder: Der "Fremdling aus dem Osten". Eduard Lasker - Jude, Liberaler, Gegenspieler Bismarcks. Berlin: Verlag für Berlin-Brandenburg 2008, 269 S.,  ISBN 978-3-86650-780-7
- Dieter Langewiesche: Liberalismus in Deutschland. Suhrkamp, Frankfurt 1988, ISBN 3-518-11286-4
- Heinrich August Winkler: Preussischer Liberalismus und deutscher Nationalstaat. Studien zur Geschichte der Deutschen Fortschrittspartei 1861-1866. Mohr (Siebeck), Tübingen 1964